# Sleepy Princess in the Demon Castle
Sleepy Princess in the Demon Castle (яп. 魔王城でおやすみ Мао:дзё: дэ оясуми, букв. «Спокойной ночи в демоническом замке») — комедийная манга, созданная Кагидзи Куманоматой. С мая 2016 года она выходит в журнале Weekly Shōnen Sunday издательства Shogakukan. На декабрь 2020 года её главы были собраны и выпущены в виде 17 танкобонов. С октября по декабрь 2020 года проходила премьера аниме-сериала студии Doga Kobo на её основе.

## Сюжет
Принцесса Сиалис была похищена королем демонов и заключена в его замке. Впрочем, она решила воспользоваться этой возможностью и хорошенько выспаться, только с этим возникла проблема — её настигла бессонница.

## Персонажи
Принцесса Сиалис (яп. スヤリス姫 Суярису Химэ) / Аврора Сиа Лис Гудресте (яп. オーロラ・栖夜・リース・カイミーン О:рора Суя Ри:су Кайми:н)
Сэйю: Инори Минасэ
Похищенная королем демонов принцесса. Устроила настоящий хаос в его замке ради того, чтобы наконец хорошенько выспаться. В её имя включены слова, означающие звукоподражание сродни русскому «хр-р» (суя), и «здоровый сон» (каймин).
Король демонов Тасогарэ (яп. 魔王タソガレ Мао: Тасогарэ, имя значит «Сумерки»)
Сэйю: Ёсицугу Мацуока
Он похитил принцессу Сиалис, пока она спала. Всё время занят тем, чтобы убедиться, что герой сможет до него добраться, в том числе раскладывая оружие и снаряжение на его пути, чтобы облегчить дорогу. Он хороший лидер для своих демонов, но даже ему не удается противостоять Сиалис.
Демонический Священник (яп. あくましゅうどうし Акума Сю:до:си)
Сэйю: Кайто Исикава
Внешне выглядит как молодой человек с рогами и хвостом, как у чёрта. Отвечает за демонический храм в замке короля демонов. Его основная работа — воскрешать всех, кто погибает в замке.
Герой Акацуки (яп. 勇者アカツキ Ю:ся Акацуки, имя значит «Рассвет»)
Сэйю: Хиро Симоно
Призрак (яп. おばけふろしき改 Обакэ Фуросики-Кай, досл. «Призрак тканевого типа»)
Сэйю: Коити Сома
Глава приведений в замке. Он и его подчинённые постоянно становятся жертвами принцессы, когда ей необходима ткань на подушки, простыни и тому подобное.

## Медиа

### Манга
Sleepy Princess in the Demon Castle создана Кагадзи Куманоматой. Манга начала публиковаться с 24 выпуска 2016 года журнала Weekly Shōnen Sunday издательства Shogakukan, вышедшего 11 мая 2016 года. Shogakukan позже издало главы в виде отдельных томов. Первый танкобон вышел 16 сентября 2016 года. На декабрь 2020 года вышло 17 томов.
Официальный фанбук серии был выпущен 16 октября 2020 года.
| Список томов | Список томов        | Список томов           | Список томов |
| №            | Дата публикации     | ISBN                   |              |
| ------------ | ------------------- | ---------------------- | ------------ |
| 1            | 16 сентября 2016 г. | ISBN 978-4-09-127342-0 |              |
| 2            | 18 января 2017 г.   | ISBN 978-4-09-127488-5 |              |
| 3            | 18 апреля 2017 г.   | ISBN 978-4-09-127560-8 |              |
| 4            | 18 июля 2017 г.     | ISBN 978-4-09-127669-8 |              |
| 5            | 18 октября 2017 г.  | ISBN 978-4-09-127860-9 |              |
| 6            | 18 января 2018 г.   | ISBN 978-4-09-128073-2 |              |
| 7            | 12 апреля 2018 г.   | ISBN 978-4-09-128227-9 |              |
| 8            | 17 августа 2018 г.  | ISBN 978-4-09-128381-8 |              |
| 9            | 16 ноября 2018 г.   | ISBN 978-4-09-128577-5 |              |
| 10           | 18 февраля 2019 г.  | ISBN 978-4-09-128801-1 |              |
| 11           | 17 мая 2019 г.      | ISBN 978-4-09-129157-8 |              |
| 12           | 18 сентября 2019 г. | ISBN 978-4-09-129332-9 |              |
| 13           | 17 января 2020 г.   | ISBN 978-4-09-129546-0 |              |
| 14           | 16 апреля 2020 г.   | ISBN 978-4-09-129563-7 |              |
| 15           | 17 июля 2020 г.     | ISBN 978-4-09-850162-5 |              |
| 16           | 16 октября 2020 г.  | ISBN 978-4-09-850270-7 |              |
| 17           | 18 декабря 2020 г.  | ISBN 978-4-09-850366-7 |              |

### Аниме
Аниме-сериал на основе манги был анонсирован в 42 выпуске Weekly Shōnen Sunday 18 сентября 2019 года. Сериалом занимается студия Doga Kobo, его режиссёром стал Мицуэ Ямадзаки, сценаристом — Ёсико Накамура, за дизайн персонажей отвечает Ай Кикути, а Юкари Хасимото — за музыку. Премьера сериала состоялась 6 октября 2020 года на каналах TV Tokyo, AT-X и BS TV Tokyo. Инори Минасэ исполнила начальную тему «Kaimin! Anmin! Syalist Seikatsu» (яп. 快眠！安眠！スヤリスト生活, «Здоровый сон! Спокойный сон! Жизнь Сиалист»), тогда как ORESAMA — завершающую «Gimmme!». Сериал состоит из 12 серий.
Funimation приобрела права на показ в Северной Америке и Великобритании. В Юго-Восточной Азии аниме лицензировано Muse Communication.

## Критика
Произведение является отличной комедией. Аниме получило положительные отзывы критиков.
Главы манги довольно коротки, каждая фокусируется на одном приключении Сиалис. Такой формат отлично подходит произведению, не позволяя шуткам приесться. Впрочем, идея в каждой главе одна и та же: принцесса решает, что для хорошего сна ей нужно что-то, сбегает из камеры, находит демона с подходящими частями, сражается с ним и создает новый предмет для улучшения сна. Некоторые читатели могут счесть это самоповтором, но большинство критиков сходится на том, что автору удается поддерживать интерес, добавляя новые элементы.
Аниме отлично сочетает новые шутки с повторяющимися гэгами. Технически оно тоже исполнено отлично: анимация плавная, атмосфера передана удачно, а дизайн демонов отражает их личности.

## Комментарии
1. ↑  TV Tokyo указал премьеру как 26:00 5 октября 2020 года, что фактически означает 6 октября 2:00.
2. ↑  Суярисуто можно перевести как «специалист по сопению».